# Världscupen i nordisk kombination 2002/2003
Världscupen i nordisk kombination 2002/2003 hölls 29 november 2002-15 mars 2003 och vanns av Ronny Ackermann, Tyskland före Felix Gottwald, Österrike och Björn Kircheisen, Tyskland.

## Tävlingskalender
| Deltävling | Datum                     | Plats         | Tävlingstyp        | 1.                 | 2.                 | 3.                                 |
| ---------- | ------------------------- | ------------- | ------------------ | ------------------ | ------------------ | ---------------------------------- |
| 1.         | 29 november 2002          | Kuusamo       | K120/7,5 kilometer | Hannu Manninen     | Ronny Ackermann    | Björn Kircheisen                   |
| 2.         | 1 december 2002           | Kuusamo       | K120/7,5 kilometer | Inställt           | Inställt           | Inställt                           |
| 3.         | 6 december 2002           | Trondheim     | K120/7,5 kilometer | Björn Kircheisen   | Johnny Spillane    | Georg Hettich                      |
| 4.         | 7 december 2002           | Trondheim     | K120/15 kilometer  | Björn Kircheisen   | Georg Hettich      | Johnny Spillane                    |
| 5.         | 8 december 2002           | Trondheim     | K120/7,5 kilometer | Björn Kircheisen   | Ronny Ackermann    | Johnny Spillane                    |
| 6.         | 14 december 2002          | Harrachov     | K90/15 kilometer   | Samppa Lajunen     | Hannu Manninen     | Björn Kircheisen                   |
| 7.         | 15 december 2002          | Harrachov     | K90/7,5 kilometer  | Hannu Manninen     | Samppa Lajunen     | Ronny Ackermann                    |
| 8.         | 1 januari 2003            | Oberhof       | K120/7,5 kilometer | Felix Gottwald     | Ronny Ackermann    | Mario Stecher                      |
| 9.         | 8 januari 2003            | Ramsau        | K90/7,5 kilometer  | Samppa Lajunen     | Ronny Ackermann    | Hannu Manninen                     |
| 10.        | 12 januari 2003           | Chaux-Neuve   | K90/7,5 kilometer  | Felix Gottwald     | Ronny Ackermann    | Todd Lodwick                       |
| 11.        | 22 januari 2003           | Hakuba        | K120/15 kilometer  | Ronny Ackermann    | Hannu Manninen     | Georg Hettich                      |
| 12.        | 25 januari 2003           | Sapporo       | 10 kilometer/K120  | Ronny Ackermann    | Georg Hettich      | Samppa Lajunen                     |
| VM         | 18 februari - 1 mars 2003 | Val di Fiemme | Världsmästerskapen | Världsmästerskapen | Världsmästerskapen | Världsmästerskapen                 |
| 13.        | 8 mars 2003               | Oslo          | K115/7,5 kilometer | Felix Gottwald     | Ronny Ackermann    | Björn Kircheisen Ola Morten Græsli |
| 14.        | 9 mars 2003               | Oslo          | K115/7,5 kilometer | Ronny Ackermann    | Felix Gottwald     | Ola Morten Græsli                  |
| 15.        | 14 mars 2003              | Lahtis        | K116/15 kilometer  | Ronny Ackermann    | Felix Gottwald     | Jouni Kaitainen                    |
| 16.        | 15 mars 2003              | Lahtis        | K116/7,5 kilometer | Felix Gottwald     | Kenneth Braaten    | Ronny Ackermann                    |

## Slutställning
| Placering | Tävlande         | Poäng |
| 1.        | Ronny Ackermann  | 1135  |
| 2.        | Felix Gottwald   | 790   |
| 3.        | Björn Kircheisen | 756   |
| 4.        | Hannu Manninen   | 678   |
| 5.        | Samppa Lajunen   | 629   |
| 6.        | Georg Hettich    | 592   |
| 7.        | Johnny Spillane  | 511   |
| 8.        | Kenneth Braaten  | 414   |
| 9.        | Todd Lodwick     | 374   |
| 10.       | Kristian Hammer  | 345   |

| Placering | Tävlande         | Poäng |
| 1.        | Ronny Ackermann  | 770   |
| 2.        | Felix Gottwald   | 548   |
| 3.        | Björn Kircheisen | 528   |
| 4.        | Hannu Manninen   | 484   |
| 5.        | Samppa Lajunen   | 371   |
| 6.        | Johnny Spillane  | 357   |
| 7.        | Georg Hettich    | 347   |
| 8.        | Petter Tande     | 275   |
| 9.        | Kristian Hammer  | 237   |
| 10.       | Todd Lodwick     | 222   |

| Placering | Tävlande  | Poäng |
| 1.        | Tyskland  | 2950  |
| 2.        | Österrike | 1899  |
| 3.        | Finland   | 1861  |
| 4.        | Norge     | 1313  |
| 5.        | USA       | 885   |
| 6.        | Frankrike | 548   |
| 7.        | Japan     | 289   |
| 8.        | Schweiz   | 146   |
| 9.        | Slovenien | 7     |

### Fotnoter
1. ↑  Tävlingen ursprungligen förlagd tull 29 december 2002.